# أولاد جلال
أولاد جلال هي إحدى المدن الجزائرية عاصمة لولاية أولاد جلال، بلغ عدد سكانها 45622 وفقا لتعداد السكان عام 1998.
قبل 2019، كانت تعتبر ثاني أكبر مدينة في ولاية بسكرة.

## أعلام
- أحمد بوغيرا العوافي
- العلامة الشيخ محمد بن عابد السماتي